# Pernegg (Herrschaft)
Die Herrschaft Pernegg war eine Grundherrschaft im Viertel ober dem Manhartsberg im Erzherzogtum Österreich unter der Enns, dem heutigen Niederösterreich.

## Ausdehnung
Die Herrschaft mit den Gülten Harth und Nonndorf an der Wild umfasste zuletzt die Ortsobrigkeit über Pernegg, Lendorf, Poselsdorf, Raisdorf, Ludweishofen, Nödersdorf, Etzelsreith, Trabenreith, Staningsdorf und Nonndorf unter der Wild. Der Sitz der Verwaltung befand sich im Stift Pernegg.

## Geschichte
Der letzte Inhaber der Religionsfondsherrschaft war das Prämonstratenserstift Geras unter Franz Karl Schlegl, der nach den Reformen 1848/1849 die Herrschaft auflöste.